# Arrondissement de Roanne
L'arrondissement de Roanne est une division administrative française, située dans le département de la Loire et la région Auvergne-Rhône-Alpes.

## Composition

### Liste des communes de l’arrondissement de Roanne depuis leredécoupage cantonal de 2014
L'arrondissement de Roanne compte 115 communes qui se répartissent sur 6 cantons :
- 14 des 54 communes du canton de Boën-sur-Lignon : Amions, Bully, Dancé, Grézolles, Luré, Nollieux, Pommiers, Saint-Georges-de-Baroille, Saint-Germain-Laval, Saint-Julien-d'Oddes, Saint-Martin-la-Sauveté, Saint-Paul-de-Vézelin, Saint-Polgues et Souternon ;
- les 32 communes du canton de Charlieu : Arcinges, Belleroche, Belmont-de-la-Loire, La Bénisson-Dieu, Boyer, Briennon, Le Cergne, Chandon, Charlieu, Combre, Coutouvre, Cuinzier, Écoche, La Gresle, Jarnosse, Maizilly, Mars, Montagny, Nandax, Pouilly-sous-Charlieu, Pradines, Régny, Saint-Denis-de-Cabanne, Saint-Germain-la-Montagne, Saint-Hilaire-sous-Charlieu, Saint-Nizier-sous-Charlieu, Saint-Pierre-la-Noaille, Saint-Victor-sur-Rhins, Sevelinges, Villers, Vougy ;
- les 29 communes du canton du Coteau : Balbigny, Bussières, Chirassimont, Commelle-Vernay, Cordelle, Le Coteau, Croizet-sur-Gand, Fourneaux, Lay, Machézal, Neaux, Néronde, Neulise, Notre-Dame-de-Boisset, Parigny, Perreux, Pinay, Saint-Cyr-de-Favières, Saint-Cyr-de-Valorges, Saint-Jodard, Saint-Just-la-Pendue, Saint-Marcel-de-Félines, Saint-Priest-la-Roche, Saint-Symphorien-de-Lay, Saint-Vincent-de-Boisset, Sainte-Agathe-en-Donzy, Sainte-Colombe-sur-Gand, Vendranges, Violay ;
- les 36 communes du canton de Renaison : Ambierle, Arcon, Champoly, Changy, Chausseterre, Cherier, Cremeaux, Le Crozet, Juré, Lentigny, Noailly, Les Noës, Ouches, La Pacaudière, Pouilly-les-Nonains, Renaison, Sail-les-Bains, Saint-Alban-les-Eaux, Saint-André-d'Apchon, Saint-Bonnet-des-Quarts, Saint-Forgeux-Lespinasse, Saint-Germain-Lespinasse, Saint-Haon-le-Châtel, Saint-Haon-le-Vieux, Saint-Jean-Saint-Maurice-sur-Loire, Saint-Just-en-Chevalet, Saint-Marcel-d'Urfé, Saint-Martin-d'Estréaux, Saint-Priest-la-Prugne, Saint-Rirand, Saint-Romain-d'Urfé, Saint-Romain-la-Motte, La Tuilière, Urbise, Villemontais, Vivans ;
- le canton de Roanne-1 : Mably et une partie de Roanne ;
- le canton de Roanne-2 : Riorges, Saint-Léger-sur-Roanne, Villerest et une partie de Roanne.

### Découpage communal depuis 2015
Depuis 2015, le nombre de communes des arrondissements varie chaque année soit du fait du redécoupage cantonal de 2014 qui a conduit à l'ajustement de périmètres de certains arrondissements, soit à la suite de la création de communes nouvelles. Le nombre de communes de l'arrondissement de Roanne est ainsi de 115 en 2015 et de 113 en 2019.
Au 1er janvier 2024, l'arrondissement groupe les 113 communes suivantes :
1. Ambierle
2. Arcinges
3. Arcon
4. Balbigny
5. Belleroche
6. Belmont-de-la-Loire
7. La Bénisson-Dieu
8. Boyer
9. Briennon
10. Bully
11. Bussières
12. Le Cergne
13. Champoly
14. Chandon
15. Changy
16. Charlieu
17. Chausseterre
18. Cherier
19. Chirassimont
20. Combre
21. Commelle-Vernay
22. Cordelle
23. Le Coteau
24. Coutouvre
25. Cremeaux
26. Croizet-sur-Gand
27. Le Crozet
28. Cuinzier
29. Écoche
30. Fourneaux
31. La Gresle
32. Grézolles
33. Jarnosse
34. Juré
35. Lay
36. Lentigny
37. Luré
38. Mably
39. Machézal
40. Maizilly
41. Mars
42. Montagny
43. Nandax
44. Neaux
45. Néronde
46. Neulise
47. Noailly
48. Les Noës
49. Nollieux
50. Notre-Dame-de-Boisset
51. Ouches
52. La Pacaudière
53. Parigny
54. Perreux
55. Pinay
56. Pommiers-en-Forez
57. Pouilly-les-Nonains
58. Pouilly-sous-Charlieu
59. Pradines
60. Régny
61. Renaison
62. Riorges
63. Roanne
64. Sail-les-Bains
65. Sainte-Agathe-en-Donzy
66. Saint-Alban-les-Eaux
67. Saint-André-d'Apchon
68. Saint-Bonnet-des-Quarts
69. Sainte-Colombe-sur-Gand
70. Saint-Cyr-de-Favières
71. Saint-Cyr-de-Valorges
72. Saint-Denis-de-Cabanne
73. Saint-Forgeux-Lespinasse
74. Saint-Georges-de-Baroille
75. Saint-Germain-la-Montagne
76. Saint-Germain-Laval
77. Saint-Germain-Lespinasse
78. Saint-Haon-le-Châtel
79. Saint-Haon-le-Vieux
80. Saint-Hilaire-sous-Charlieu
81. Saint-Jean-Saint-Maurice-sur-Loire
82. Saint-Jodard
83. Saint-Julien-d'Oddes
84. Saint-Just-en-Chevalet
85. Saint-Just-la-Pendue
86. Saint-Léger-sur-Roanne
87. Saint-Marcel-de-Félines
88. Saint-Marcel-d'Urfé
89. Saint-Martin-d'Estréaux
90. Saint-Martin-la-Sauveté
91. Saint-Nizier-sous-Charlieu
92. Saint-Pierre-la-Noaille
93. Saint-Polgues
94. Saint-Priest-la-Prugne
95. Saint-Priest-la-Roche
96. Saint-Rirand
97. Saint-Romain-d'Urfé
98. Saint-Romain-la-Motte
99. Saint-Symphorien-de-Lay
100. Saint-Victor-sur-Rhins
101. Saint-Vincent-de-Boisset
102. Sevelinges
103. Souternon
104. La Tuilière
105. Urbise
106. Vendranges
107. Vézelin-sur-Loire
108. Villemontais
109. Villerest
110. Villers
111. Violay
112. Vivans
113. Vougy

## Démographie
En 2022, l'arrondissement comptait 158 210 habitants.
| 1968    | 1975    | 1982    | 1990    | 1999    | 2006    | 2011    | 2016    | 2021    |
| ------- | ------- | ------- | ------- | ------- | ------- | ------- | ------- | ------- |
| 156 579 | 161 171 | 160 488 | 156 219 | 152 659 | 153 402 | 157 270 | 157 160 | 157 642 |

| 2022    | - | - | - | - | - | - | - | - |
| ------- | - | - | - | - | - | - | - | - |
| 158 210 | - | - | - | - | - | - | - | - |

## Sous-préfets
| Période           | Période          | Identité                                                                     | Fonction précédente | Observation |
| ----------------- | ---------------- | ---------------------------------------------------------------------------- | ------------------- | ----------- |
| 12 avril 1800     |                  | Claude, Marie Hue de La Blanche                                              |                     |             |
| 2 novembre 1814   |                  | Jean-Jacques Baude                                                           |                     |             |
| 2 novembre 1814   |                  | Antoine Sauzéa                                                               |                     |             |
| 31 juillet 1815   |                  | Marc, Louis Tardy                                                            |                     |             |
| 2 août 1815       |                  | Clériade, Claude, Marguerite Vacher                                          |                     |             |
| 24 février 1819   |                  | Marc, Jérôme DUPRÉ                                                           |                     |             |
| 17 mars 1819      |                  | François, Joseph d'Imbert de Montruffet                                      |                     |             |
| 6 septembre 1820  |                  | Louis, Marie, Philibert Deprez-Crassier                                      |                     |             |
| 16 avril 1821     |                  | Jules, Louis, Philibert Perret                                               |                     |             |
| 1er mai 1821      |                  | Armand, Martin, Claude Delaistre                                             |                     |             |
| 23 avril 1830     |                  | Salomon, Pierre CHASTELAIN de BELLEROCHE                                     |                     |             |
| 10 août 1830      |                  | François Populle                                                             |                     |             |
| 9 juillet 1836    |                  | Ernest Boulage                                                               |                     |             |
| 18 avril 1848     |                  | Théophile Vallière                                                           |                     |             |
| 15 juillet 1848   |                  | Marc, Antoine Gubian                                                         |                     |             |
| 29 septembre 1849 |                  | Jules Ducos                                                                  |                     |             |
| 1er décembre 1851 |                  | Louis Alexandre Sers                                                         |                     |             |
| 11 décembre 1851  |                  | Eusèbe Cézan                                                                 |                     |             |
| 13 avril 1855     |                  | Joseph, Ambroise Lorette                                                     |                     |             |
| 17 décembre 1856  |                  | Antoine de Gouvilliez                                                        |                     |             |
| 10 avril 1858     |                  | Jacques, Jean, Marie de La Rousellière Clouard                               |                     |             |
| 14 décembre 1860  |                  | Nicolas, Gustave, Marc, Antoine Tezenas                                      |                     |             |
| 29 décembre 1866  |                  | Edouard, Hyppolite, Xavier, Arthur Néel                                      |                     |             |
| 7 septembre 1870  |                  | Brison                                                                       |                     |             |
| 8 octobre 1870    |                  | Jean, Honoré AUDIFFRET                                                       |                     |             |
| 5 avril 1871      |                  | Ernest AMIEL-DABEAUX                                                         |                     |             |
| 16 octobre 1873   |                  | Oscar, Phillipe, François, Joseph POLI de SAINT-TROUQUET alias Oscar de Poli |                     |             |
| 24 mai 1876       |                  | Marie, Louis, Georges de LATOUCHE                                            |                     |             |
| 24 mai 1877       |                  | Alphonse, Ernest Roquer                                                      |                     |             |
| 30 décembre 1877  |                  | Edgard, Claude, Guillaume MALMENAYDE                                         |                     |             |
| 2 décembre 1879   |                  | Auguste Frémont                                                              |                     |             |
| 1er mai 1882      |                  | Prosper, Eugène Bouillard                                                    |                     |             |
| 4 avril 1883      |                  | Louis, Auguste CAIZERGUES                                                    |                     |             |
| 5 octobre 1884    |                  | Frédéric, Arthur, Élie Yvernes                                               |                     |             |
| 22 mai 1885       |                  | Simon, Francisque Masclet                                                    |                     |             |
| 14 septembre 1886 |                  | Joseph, Antoine, Léon Riffard                                                |                     |             |
| 22 décembre 1888  |                  | Louis, Nicolas, Pierre Liègey                                                |                     |             |
| 22 mars 1889      |                  | Bonini                                                                       |                     |             |
| 14 avril 1889     |                  | Paul, Barthélemy Joly                                                        |                     |             |
| 21 octobre 1895   |                  | Pierre Abeille                                                               |                     |             |
| 24 septembre 1900 |                  | Eugène Schmidt                                                               |                     |             |
| 5 septembre 1904  |                  | Gabriel, Marc, Charles, Olivier Brin                                         |                     |             |
| 6 novembre 1909   |                  | LAUNOIS                                                                      |                     |             |
| 22 novembre 1910  |                  | Lucien, Frédéric, Philippe BOURIENNE                                         |                     |             |
| 11 février 1918   |                  | Léon, Denis, Lucien TAINTURIER                                               |                     |             |
| 15 janvier 1920   |                  | Edmond, Jean, Odon RICHARD                                                   |                     |             |
| 1er août 1922     |                  | Joseph, Marie, Ernest GODEFROY                                               |                     |             |
| 13 février 1925   |                  | Charles MATHIOT                                                              |                     |             |
| 13 février 1925   |                  | Marcel BODENAN                                                               |                     |             |
| 13 décembre 1927  |                  | Maurice, Jean MOYON                                                          |                     |             |
| 15 novembre 1934  |                  | Émile, Auguste GARDAS                                                        |                     |             |
| 30 octobre 1940   |                  | Édouard KUNTZ                                                                |                     |             |
| 23 août 1944      | 11 décembre 1946 | Élie VIEUX (Élie VIEUX)                                                      |                     |             |
| août 1981         | octobre 1984     | Claude Érignac                                                               |                     |             |
|                   |                  | …                                                                            |                     |             |
| ?                 | 2008             | Colette Desprez                                                              |                     |             |
| 2008              | 2012             | Joël Mathurin                                                                |                     |             |
| 2012              | 2016             | Jérôme Descours                                                              |                     |             |
| 2016              | 2021             | Christian Abrard,                                                            |                     |             |
| 2021              |                  | Sylvaine Astic                                                               |                     |             |